# Vibrissina nigriventris
Vibrissina nigriventris là một loài ruồi trong họ Tachinidae.